# Plectrohyla avia
Plectrohyla avia är en groddjursart som beskrevs av Stuart 1952. Plectrohyla avia ingår i släktet Plectrohyla och familjen lövgrodor. IUCN kategoriserar arten globalt som akut hotad. Inga underarter finns listade i Catalogue of Life.